# Hosur
Hosur (en tamil: ஓசூர் ) es una localidad de la India en el distrito de Krishnagiri, estado de Tamil Nadu.

## Geografía
Se encuentra a una altitud de 880 m s. n. m. a 315 km de la capital estatal, Chennai, en la zona horaria UTC +5:30.

## Demografía
Según estimación 2010 contaba con una población de 136 288 habitantes.